# ويليام إف. بيري
ويليام إف. بيري (بالإنجليزية: William F. Perry) هو ضابط أمريكي، ولد في 12 مارس 1823 في مقاطعة جاكسون في الولايات المتحدة، وتوفي في 18 ديسمبر 1901 في بولينغ غرين في الولايات المتحدة.